# نت باس (موسیقی)

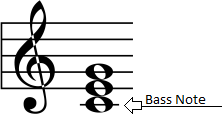
نت باس

نت باس (انگلیسی: Bass note) در تئوری موسیقی، بم‌ترین نت از یک آکورد است، یا پایین‌ترین صدا (نواک) از مجموعهٔ صداهای چند‌گانه که خوانده یا نواخته می‌شوند.
- نت باس ممکن است در سه وضعیت قرار گیرد:

1. نت باس پایه آکورد باشد.
2. یکی دیگر از نت‌های آکورد، در وضعیت معکوس قرار گرفته باشد.
3. نت باس، نتی غریبه نسبت به آکورد یا بریده‌ای از آن باشد.

- مثال از نت‌های باس (به رنگ قرمز) در آکورد دو ماژور:

در مثال بالا، میزان اول به‌صورت پایگی و حالت بسته، میزان دوم به‌صورت پایگی و حالت باز، میزان سوم به‌صورت معکوس اول، میزان چهارم به صورت معکوس دوم و میزان آخر به‌صورت خوشه‌ای است.